# Sternolispa
Sternolispa is een geslacht van kevers uit de familie bladkevers (Chrysomelidae).
De wetenschappelijke naam van het geslacht werd in 1940 gepubliceerd door Uhmann.

## Soorten
- Sternolispa brunnea Uhmann, 1948
- Sternolispa corumbana Uhmann, 1948
- Sternolispa nigrohumeralis (Pic, 1927)
- Sternolispa opacicollis (Uhmann, 1935)
- Sternolispa rotundata Uhmann, 1948
- Sternolispa tibialis Uhmann, 1940
- Sternolispa triformis Uhmann, 1935